# Coaș
Coaș es una comuna ubicada en el distrito de Maramureș, Rumania.

## Superficie
Cuenta con una superficie de 26,56 kilómetros cuadrados.

## Demografía
Hasta 2021 la población era de 1342 habitantes, con una densidad de población de 50,53 habitantes por kilómetro cuadrado.